# Сакастан (сасанидска провинција)
Сакастан (познат и под називом Сагестан, Сагистан, Сејаниш, Сегистан, Систан и Сиџистан) била је сасанидска провинција у касној антици, која је лежала унутар куста Немроза. Провинција се граничила са Кирманом на западу, Спаханом на северозападу, Кушаншахром на североистоку и Тураном на југоистоку. Гувернер провинције имао је титулу марзбана. Гувернер је такође носио титулу „Саканшах” (краљ Саке) док та титула није укинута  459/60.

## Етимологија
Реч Сакастан значи „земља Сака”, скитска група која је од II века пре наше ере до 1. века прешла на Иранску висораван и Индију, где су успоставили краљевство познато као Индо-скитско краљевство. У Бундахишну, зороастријском натпису написаном на Пахлави језику име, провинције је написано као Сејансих. Након арапског освајања Ирана, провинција је постала позната као Сиџистан, а касније и Систан, која и данас остаје провинција у Ирану (Систан и Балучистан).

## Историја
Покрајина је формирана 240. године, за време владавине Шапура I (в. 240-270), као део његове намере да централизује своје царство - пре тога, провинција је била под влашћу партског Краљевства Сурен, чији је владар Ардашир Саканша постао сасанидски вазали током владавине Шапуровог оца Ардашира I (в. 224–242), који је такође обновио древни град Зранг, који је постао главни град провинције. Шапуров син Нарсех први је постављен за гувернера провинције, а он је управљао до 271. године, када је за новог гувернера постављен сасанидски принц Хормизд.
Касније 281. године, Хормизд се побунио против свог рођака Бахрама II (в. 274–293). За време побуне, народ Сакастана био је један од његових присталица. Ипак, Бахрам II је успео да сузбије побуну 283. и поставио је свог сина Бахрама III за гувернера провинције. Током ране владавине Шапура II (в. 309-379), он је именовао свог брата Шапур Саканшах за гувернера Сакастана. Пероз I (в. 459–484) је за време своје ране владавине укинуо династичку власт у провинцији именовањем Каренида за свог гувернера. Разлог за именовање био је избегавање даљег породичног сукоба у провинцији и да би се стекла директнија контрола над провинцијом.
Током муслиманског освајања Персије, последњи сасанидски краљ Јездигерд III је побегао  у Сакастан средином 640-их, где му је помогао његов гувернер Апарвиз (који је био мање или више независан). Међутим, Јездигерд III је брзо окончао ову подршку када је тражио новац од пореза који није платио. Године 650/1, Абд Алах ибн Амир, који је недавно освојио Кирман, послао је Раби ибн Зијад Харитија у експедицију на Сакастан. Након неког времена стигао је до Залика, пограничног града између Кирмана и Сакастана, где је приморао дехкана града да призна рашидунску власт. Потом је то исто учинио са тврђавом Каркуја, која је имала познати храм ватре, који се помиње у Тарихи Систану.
Затим је наставио да заузме више земље у провинцији. Након тога је опколио Зранг, а након тешке битке изван града, Апарвиз и његови људи су се предали. Кад је Апарвиз отишао до Рабија да разговара о условима споразума, видео је да користи тела два мртва војника као столицу. Ово је ужаснуло Апарвиза, који је, како би спасио становнике Сакастана од Арапа, склопио је мир с Арапима у замену за велики данак, који је укључивао и данак од 1000 дечака робова са 1000 златних посуда. Сакастан је, дакле, био под контролом Рашидунског калифата.

## Становништво и религија
Током Ахеменидског периода, Сакастан (тада познат као Дрангијана), била је насељен персијанизованом источно-иранском групом познатом као Дрангијани. Од 2. века пре нове ере до 1. века, Сакастан је видео огроман прилив племена Саке, али и неких Парта, који су, по речима Брунера, „преобликовали старију популацију у региону”.
Становници Сакастана били су углавном заратустријанци, док су мањи део били несторијански хришћани.

## Кућа Сурен
Кућа Сурен, партска племићка породица која је служила Партском царсву, а касније и Сасанидском царству, била је део седам партских кланова Сасанидског царства - свака породица је поседовала земљу у различитим деловима царства, а Суренс је поседовао земљу у деловима Сакастана.

## Списак познатих гувернера
- Нарсех (240-271)
- Бахрам II (271-274)
- Хормизд од Сакастана (274-283)
- Бахрам III (283-293)
- Шапур Саканшах (рани 4. век)
- Хормизд III (???-457)
- Непознати аристократа из куће Карен (459/60-??)
- Сухра (???-484)
- Бахтијар од Сакастана (под Хозројем II)
- Ростам од Сакастана (рани 7. век)
- Апарвиз од Сакастана (???-650/1)